# Sever do Vouga (freguesia)
A Sever do Vouga é uma freguesia portuguesa do município de Sever do Vouga, com 12,36 km² de área e 2715 habitantes (censo de 2021), tendo, por isso, uma densidade populacional de 219,7 hab./km².

## Demografia
A população registada nos censos foi:
| Distribuição da População por Grupos Etários | Distribuição da População por Grupos Etários | Distribuição da População por Grupos Etários | Distribuição da População por Grupos Etários | Distribuição da População por Grupos Etários |
| -------------------------------------------- | -------------------------------------------- | -------------------------------------------- | -------------------------------------------- | -------------------------------------------- |
| Ano                                          | 0-14 Anos                                    | 15-24 Anos                                   | 25-64 Anos                                   | > 65 Anos                                    |
| 2001                                         | 469                                          | 397                                          | 1425                                         | 437                                          |
| 2011                                         | 403                                          | 327                                          | 1492                                         | 555                                          |
| 2021                                         | 358                                          | 272                                          | 1402                                         | 683                                          |

## Lugares
- Alto das Antas
- Areais
- Arrota
- Azibal
- Bairro
- Braçal
- Calvário
- Cansado
- Carvalheira
- Cortinha
- Cruz
- Cruz do Peso
- Ermida
- Leiras
- Lomba
- Mâmoa
- Meia Encosta
- Novelide
- Padrões
- Paçô
- Peso
- Pombal
- Portelada
- Póvoa de Baixo
- Póvoa de Cima
- Rachado
- Reguengo
- Remolha
- Ribeiro
- Ribeira
- Senhorinha
- Sever do Vouga
- Souto Bisqueiro
- Vale da Grama
- Vale das Póvoas
- Vale de São Brás
- Vale do Vaqueiro
- Ventosinhos

## Património
- Casa da Aldeia
- Pelourinho de Sever do Vouga
- Casa dos Césares, Senhorinha
- Capelas de São Brás (Vila), de Nª Senhora de Fátima (Peso), de São Mateus (Paçô), da Senhora da Boa Viagem (Padrões), de São Macário (Senhorinha) e de S.Tiago (Ermida).
- Cruzeiros do Adro e da Praça
- Cruzes dos Passos
- Antiga residência paroquial
- Parque das Minas do Braçal
- Busto-monumento ao comendador Augusto Martins Pereira
- Casas setecentistas
- Cruzeiro e estela das Almas no lugar de Senhorinha
- Praia fluvial da Cascalheira
- Moinhos de água no rio Mau
- Quatro casas antigas no lugar de Ermida
- Moinhos de água no rio da Póvoa e no ribeiro dos Moinhos

## Festas e Romarias
- Sever do Vouga:

- São Brás, 3 de Fevereiro.
- Corpo de Deus, móvel.
- Feira Nacional do Mirtilo, última semana de Junho
- FICAVOUGA, última semana de Julho ou primeira de Agosto.
- Peso:

- Senhora de Fátima, 13 de Maio.
- Rachado:

- São João da Cruz, 24 de Junho.
- Pombal:

- São Pedro, 29 de Junho.
- Ermida:

- São Tiago Apóstolo, 25 de Julho.
- Senhorinha:

- Carnaval, julgamento e queima do entrudo.
- São Macário, último domingo de Julho.
- Paçô:

- São Mateus, 21 de Setembro, (feriado municipal).